# Mammillaria scrippsiana
Mammillaria scrippsiana ist eine Pflanzenart aus der Gattung Mammillaria in der Familie der Kakteengewächse (Cactaceae). Das Artepitheton ehrt Edward W. Scripps (1854–1926), Förderer der Wissenschaft und Begründer des Scripps Institution of Oceanography an der University of California.

## Beschreibung
Mammillaria scrippsiana wächst einzeln oder manchmal auch Gruppen bildend. Die blaugrünen, kugeligen bis kurzzylindrischen Triebe sind 10 Zentimeter hoch und messen einen gleich großen Durchmesser. Die Warzen sind fest und beinahe eiförmig geformt. Sie führen reichlich Milchsaft. Die Axillen sind mit Wolle besetzt. Meist 2 Mitteldornen sind vorhanden. Sie sind braun, leicht gespreizt und 5 bis 10 Millimeter lang. Die 8 bis 10 Randdornen sind schlank, etwas borstenartig, rosa mit rötlicher Spitze und 7 Millimeter lang.
Die breit trichterigen Blüten sind rosagelb bis tiefpurpurrosa. Sie messen 1 Zentimeter im Durchmesser wie auch in der Länge. Die keulig geformten Früchte sind weißlich rosa bis rot. Sie enthalten braune Samen.

## Verbreitung, Systematik und Gefährdung
Mammillaria scrippsiana ist in den mexikanischen Bundesstaaten Durango, Jalisco, Nayarit, Sinaloa und Zacatecas verbreitet.
Die Erstbeschreibung als Neomammillaria scrippsiana erfolgte 1923 durch Nathaniel Lord Britton und Joseph Nelson Rose. Charles Russell Orcutt stellte die Art 1926 in die Gattung Mammillaria.
In der Roten Liste gefährdeter Arten der IUCN wird die Art als „Least Concern (LC)“, d. h. als nicht gefährdet geführt.

## Nachweise